# Campylocentrum micranthum
Campylocentrum micranthum es una especie de orquídea epifita originaria de América.

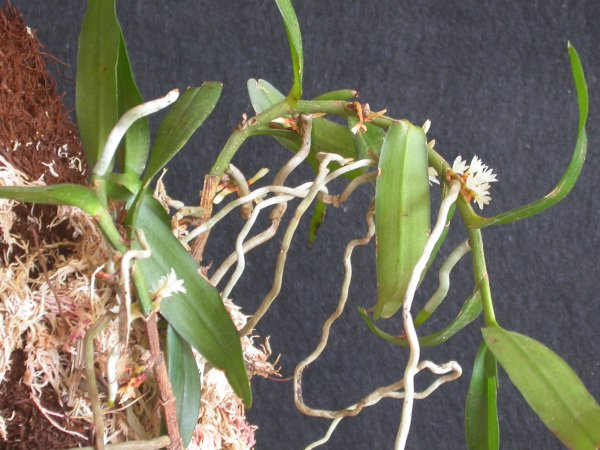
Vista de la planta

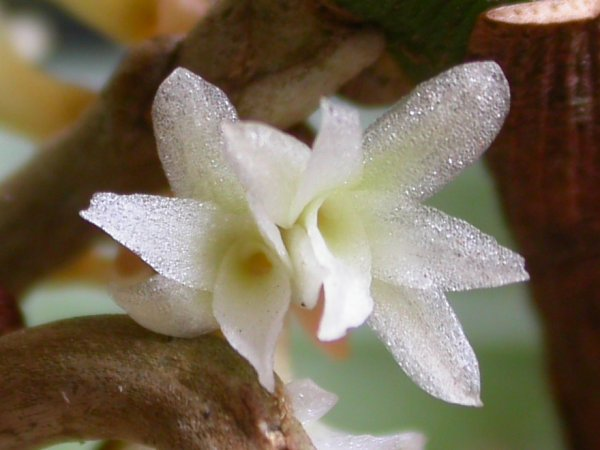
Detalle de la flor

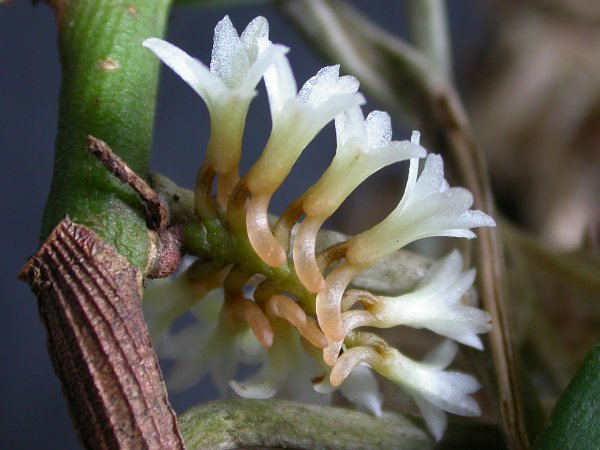
Inflorescencia

## Descripción
Es una orquídea de pequeño tamaño, que tallos alargados, completamente revestidos de vainas tubulares, dísticas y aplicadas. Hojas de 2–8 cm de largo y 10–15 mm de ancho, oblicuamente 2-lobadas en el ápice, coriáceas. Inflorescencias densamente multifloras, las flores blancas, cremosas, a veces algo rosadas; sépalo dorsal 4 mm de largo, los sépalos laterales 4.5 mm de largo; pétalos 3.2 mm de largo; labelo lanceolado, 3.6 mm de largo, 3-lobado, los lobos laterales auriculados, redondeados en el ápice, en posición natural abrazando la columna, el lobo medio acuminado con espolón cilíndrico de 3.5 mm de largo; columna 1 mm de largo.

## Distribución y hábitat
Se encuentra en zonas pantanosas en los bosques tropicales calientes en las ramas de árboles en las Bahamas, Cuba, República Dominicana, Jamaica, Islas de Sotavento, Puerto Rico, Trinidad y Tobago, Islas de Barlovento, México, Guatemala, Belice, Honduras, Nicaragua, Costa Rica, Panamá, Guayana Francesa, Surinam, Guyana, Venezuela, Colombia, Ecuador, Perú, Bolivia, Paraguay y Brasil, a altitudes de 450 a 1.400 metros, con un vástago alargado que tiene raíces adventicias y hojas elípticas que agarran el tallo. 

## Taxonomía
Campylocentrum micranthum fue descrita por (Lindl.) Rolfe y publicado en Orchid Review 11(128): 245. 1903.
Etimología
Campylocentrum: nombre genérico que deriva de la latinización de dos palabras griegas: καμπύλος (Kampyle), que significa "torcido" y κέντρον, que significa "punta" o "picar", refiriéndose al espolón que existe en el borde de las flores.
micranthum: epíteto latino que significa "con flor pequeña".
Sinonimia
- Angraecum micranthum Lindl. (1835) (Basionym)
- Angraecum brevifolium Lindl. (1840)
- Angraecum lansbergii Rchb.f. (1859)
- Aeranthes jamaicensis Rchb.f. ex Griseb. (1864)
- Aeranthes lansbergii (Rchb.f.) Rchb.f. (1864)
- Angraecum jamaicense Rchb.f. & Wullschl. (1864)
- Aeranthes micrantha (Lindl.) Rchb.f. (1864)
- Epidorchis lansbergii (Rchb.f.) Kuntze (1891)
- Epidorchis micrantha (Lindl.) Kuntze (1891)
- Campylocentrum jamaicense (Rchb.f. ex Griseb.) Benth. ex Fawc. (1893)
- Mystacidium micranthum (Lindl.) T.Durand & Schinz (1894)
- Campylocentrum kuntzei Cogn. ex Kuntze (1898)
- Campylocentrum barrettiae Fawc. & Rendle (1909)
- Campylocentrum stenanthum Schltr. (1912)
- Campylocentrum lansbergii (Rchb.f.) Schltr. (1919)
- Campylocentrum peniculus Schltr.(1922)
- Campylocentrum mattogrossense Hoehne (1941)[2][4][5]